# La Vraie-Croix
La Vraie-Croix (bret. Langroez) – miejscowość i gmina we Francji, w regionie Bretania, w departamencie Morbihan.
Według danych na rok 1990 gminę zamieszkiwało 1068 osób, a gęstość zaludnienia wynosiła 64 osoby/km² (wśród 1269 gmin Bretanii La Vraie-Croix plasuje się na 552. miejscu pod względem liczby ludności, natomiast pod względem powierzchni na miejscu 607.).